# Mladoňovice (ort i Tjeckien, Pardubice)
Mladoňovice är en ort i Tjeckien.   Den ligger i regionen Pardubice, i den centrala delen av landet, 100 km öster om huvudstaden Prag. Mladoňovice ligger 444 meter över havet och antalet invånare är 348.
Terrängen runt Mladoňovice är huvudsakligen platt, men åt sydost är den kuperad. Runt Mladoňovice är det ganska glesbefolkat, med 25 invånare per kvadratkilometer. Närmaste större samhälle är Pardubice, 17,5 km norr om Mladoňovice. Omgivningarna runt Mladoňovice är en mosaik av jordbruksmark och naturlig växtlighet.